# ATP München
Das ATP-Turnier von München (offiziell BMW Open) ist ein Herren-Tennisturnier, das in der Hauptstadt Bayerns, München auf der Vereinsanlage des MTTC Iphitos, im Freien auf Sand ausgetragen wird. Es ist seit 2025 Teil der ATP Tour 500 und findet jährlich im April oder Mai zeitgleich zum Turnier in Barcelona statt.

## Geschichte

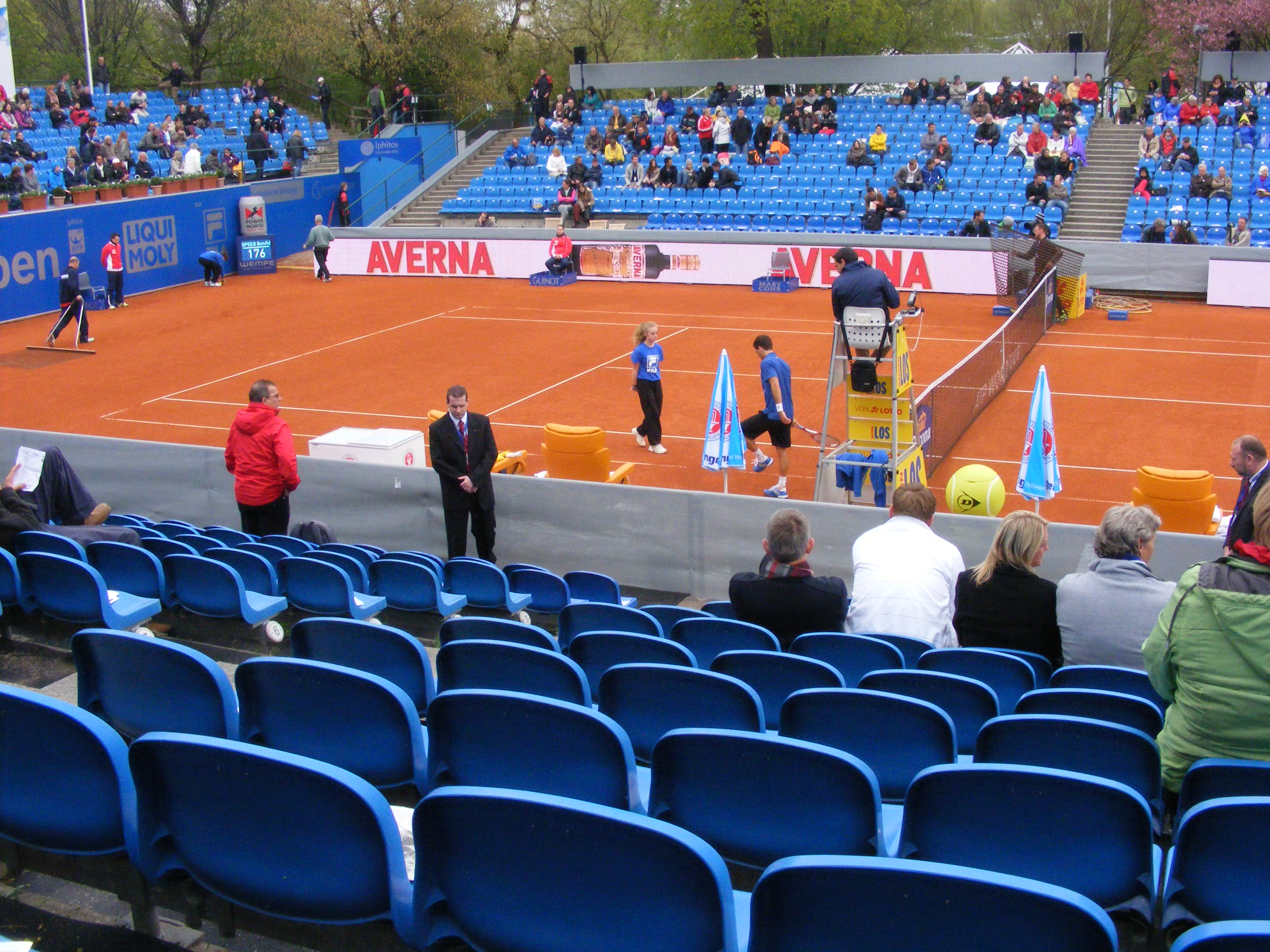
Center Court, 2013

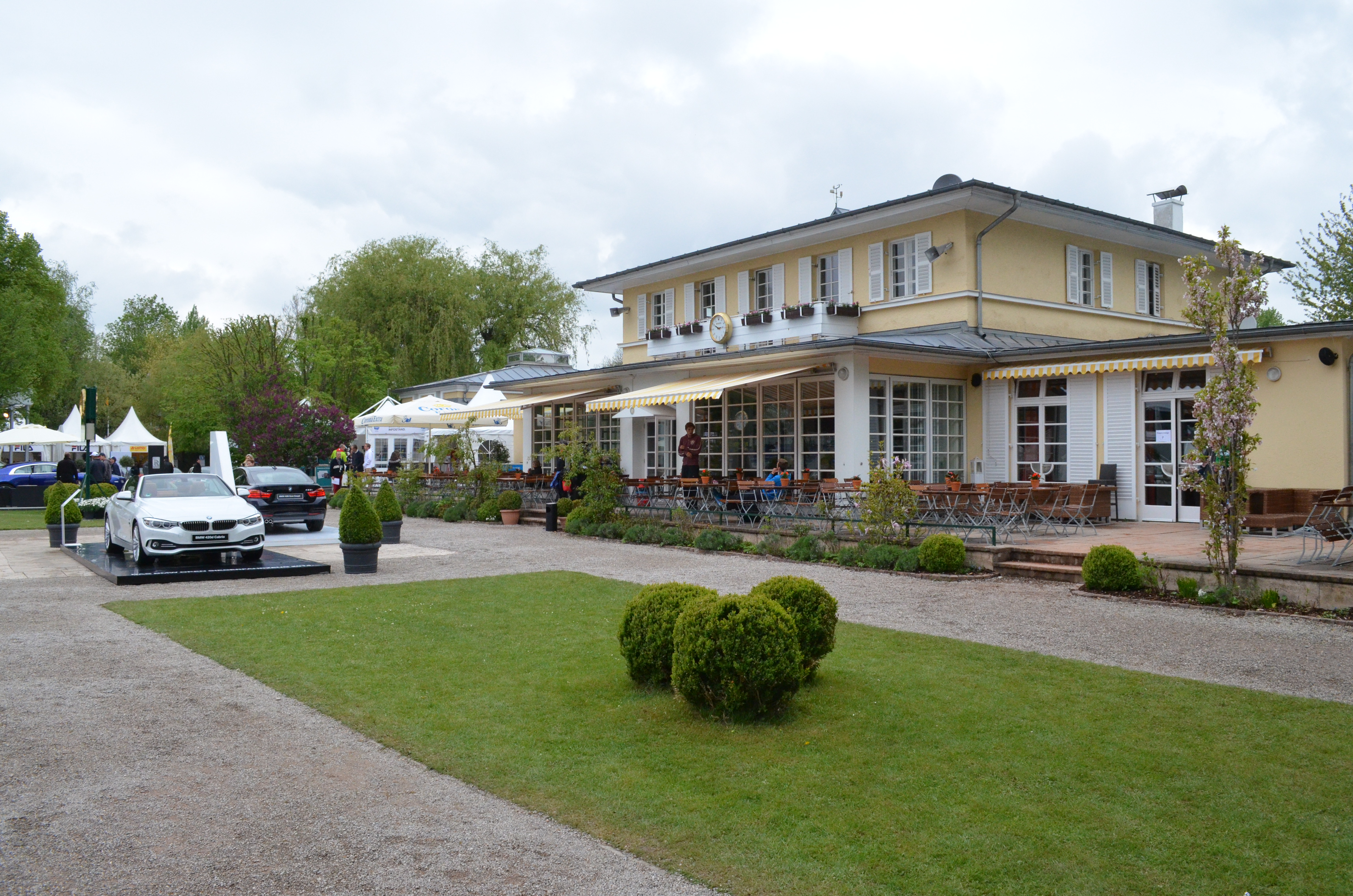
Clubheim des MTTC Iphitos, das durch den Ausbau des Center Courts inzwischen durch die Tribüne verdeckt ist

Bereits im Jahr 1900 veranstaltete der Münchner Tennis- und Turnierclub (MTTC) Iphitos die ersten Internationalen Tennismeisterschaften von Bayern. Zu dieser Zeit wurde noch auf Rasen gespielt, da der 1892 von Studenten gegründete Verein nur einen Lawn-Court hatte. Der MTTC war der erste Tennisclub in München. Den Namen „Iphitos“ wählte man zur Erinnerung an den griechischen König, der 776 v. Chr. die Olympischen Spiele der Antike mit initiierte. Der MTTC Iphitos war in der Karl-Theodor-Straße in Schwabing beheimatet.
Der Umzug auf das Gelände am Aumeister, einem bekannten Biergarten am nördlichen Ende des Englischen Gartens, erfolgte 1930.
Der 3000 Zuschauer fassende Center Court des MTTC liegt seit 1930 am Aumeisterweg 10. Die Anlage verfügt über drei weitere Courts, auf denen gespielt wird; dazu kommen fünf Trainingscourts und fünf weitere Courts. Seitdem das Turnier im Jahr 1949 internationalen Status erlangt hatte, fand es mit Ausnahme der Jahre 1952, 1972 und 2020 jährlich statt. Bis 1989 wurde das Turnier im Rahmen des Grand Prix Tennis Circuits gespielt. Mit Gründung der ATP Tour fand das Turnier seit 1990 im Rahmen der niedrigsten Turnierkategorie ATP Tour 250 statt. Im selben Jahr kam mit BMW auch der Titelsponsor hinzu. Zuvor wurde das Turnier unter dem Titel Bavarian Tennis Championships ausgetragen.

### 2002

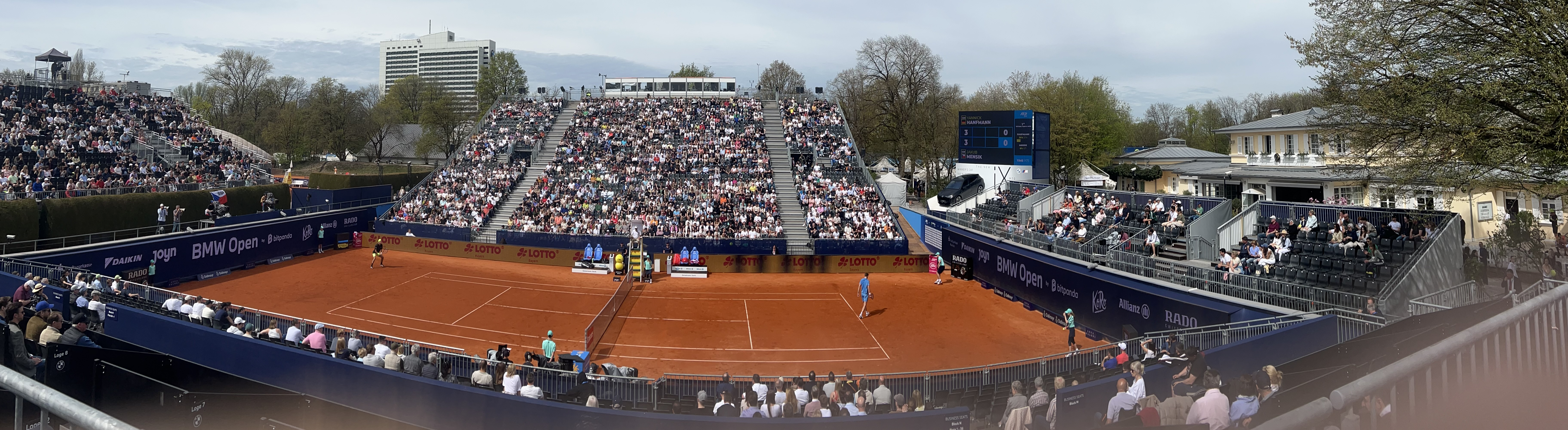
Center Court 2025 mit provisorischen Tribünen für 5000 Zuschauer

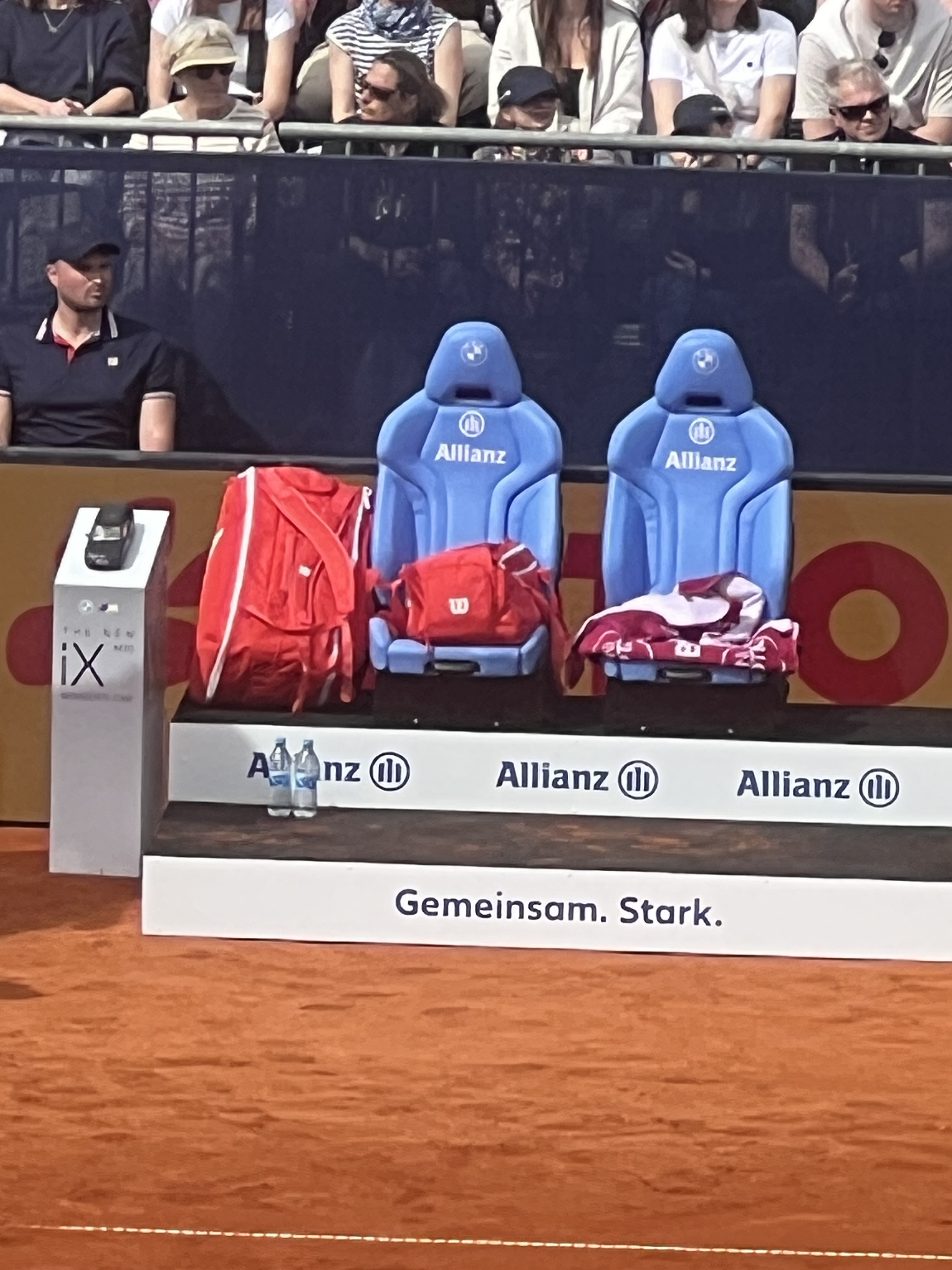
Spielerbank bei den BMW Open 2025 mit Schalensitzen

2002 übernahm Rudi Berger die Turnierdirektion von Nikola Pilić. Die BMW Open 2007 waren sein letztes Turnier, er starb im August 2007 an einem Hirntumor. Turnierdirektor seit 2008 ist Patrik Kühnen. Zusätzlich zum Preisgeld im Jahr 2024 – insgesamt wurden knapp 650.000 Euro ausgeschüttet – erhielt der Sieger des Turniers vom Titelsponsor BMW ein Auto (BMW i5 M60) im Wert von ca. 100.000 Euro.

### 2025
2025 wurde das Turnier zur Kategorie ATP Tour 500 hochgestuft. Damit einhergehend wurde die Tennisanlage grundlegend renoviert. Laut Regularien der ATP müsse ein Center Court 7000 Zuschauerplätze verfügen. Er wurde zunächst provisorisch auf 6000 Zuschauer erweitert. Erstmals wird bei den BMW Open auf Linienrichter verzichtet und das Hawk-Eye (Electronic Line Calling, ELC) eingesetzt. Auf jedem Turnierplatz sind hierfür jeweils 14 Hochgeschwindigkeitskameras installiert. Diese funktionieren jedoch nur bei Tageslicht, so dass bei Einbruch der Dunkelheit ein Match unterbrochen werden müsste. Die Anlage verfügt über keine Flutlichtanlage, die erst beim zukünftigen Neubau vorgesehen ist. 2027/2028 soll ein neuer Center Court eingeweiht werden, der eine Kapazität von 7500 Sitzplätzen erhalten soll, sowie ein verschließbares Dach. Endgültige Entscheidungen stehen jedoch noch aus, unter anderem weil auch die Baugenehmigung noch nicht erteilt wurde. Die Gesamt-Kapazität soll auf 70.000 bis 80.000 Zuschauer pro Woche wachsen. Bisher waren es etwa 45.000. Das Preisgeld stieg 2025 auf rund 2,5 Millionen Euro. Der Sieger des Turniers erhält vom Titelsponsor BMW zusätzlich zum Preisgeld von 467.485 € ein Auto (BMW iX M70) im Wert von 129.890 Euro. Michael Mronz, seit 2014 mit seiner Agentur Michael Mronz Promotion (MMP) Veranstalter der BMW Open, hat daneben 2015 eine Tradition eingeführt, dem Sieger eine bayerische Lederhose zu überreichen.

### Allianz Para Trophy
Die Allianz Para Trophy wurde 2022 als Rollstuhltennisturnier im Rahmen der BMW Open etabliert. Auf der ITF Wheelchair Tennis Tour gehört das Turnier zur ITF-1-Series, das ist unterhalb der Grand-Slam-Turniere die zweithöchste Kategorie. 16 Spieler treten im Einzel, 8 Teams im Doppel an, darunter die Nummer eins der Welt, der Brite Alfie Hewett, sowie der Weltranglistenvierte Gustavo Fernández (Argentinien). Ausgeschüttet wird ein Gesamtpreisgeld von 40.000 Euro (32.000 Einzel, 8.000 Euro Doppel). Turnierdirektor und -botschafter ist Mischa Zverev.

### Rudi Berger Cup
Einen festen Platz im Rahmenprogramm der BMW Open hat alljährlich der Rudi Berger Cup (RBC), ein Einladungsturnier des Bayerischen Tennis-Verbandes für bayerische Nachwuchsspieler. Der Sieger erhielt eine Wildcard für die Dunlop Bavarian Junior Championships, ein J60-Turnier, die zweitniedrigste Kategorie, der ITF Junior Tour im selben Jahr in Fürth.

## Preisgeld
| Jahr  | Sieg Anm. | Finale  | Halbfinale | Viertelfinale | 2. Runde | 1. Runde | 2. Quali-Runde | 1. Quali-Runde |
| 2025* | 467.485   | 251.555 | 134.065    | 68.490        | 36.560   | 19.500   | 9.995          | 5.605          |
| 2024  | 88.125    | 51.400  | 30.220     | 17.510        | 10.165   | 6.215    | 3.105          | 1.695          |
| 2023  | 85.605    | 49.940  | 29.355     | 17.010        | 9.880    | 6.035    | 3.020          | 1.645          |
| 2022  | 81.310    | 47.730  | 27.885     | 16.160        | 9.380    | 5.730    | 2.870          | 1.565          |
| 2021  | 41.145    | 29.500  | 21.000     | 14.000        | 5.415    | –        | 2.645          | 1.375          |
| 2020  | 91.010    | 50.380  | 28.360     | 16.140        | 9.260    | 5.415    | 2.645          | 1.375          |
| 2019  | 90.390    | 48.870  | 26.990     | 15.335        | 8.815    | 5.285    | 2.555          | 1.280          |

* Erstmals als ATP-500-Turnier

## Siegerliste
Rekordsieger des Turniers im Einzel sind Philipp Kohlschreiber und Alexander Zverev mit je drei Titeln. Vor der Open Era gelangen dem US-Amerikaner Budge Patty und dem Deutschen Gottfried von Cramm jeweils drei Titel. Im Doppel kam bis 1984 Wojciech Fibak auf drei Turniersiege.

### Einzel
| Jahr                         | Sieger                     | Finalgegner               | Finalergebnis             |
| ---------------------------- | -------------------------- | ------------------------- | ------------------------- |
| 2025                         | Alexander Zverev (3)       | Ben Shelton               | 6:2, 6:4                  |
| 2024                         | Jan-Lennard Struff         | Taylor Fritz              | 7:5, 6:3                  |
| 2023                         | Holger Rune (2)            | Botic van de Zandschulp   | 6:4, 1:6, 7:63            |
| 2022                         | Holger Rune (1)            | Botic van de Zandschulp   | 3:4 aufgg.                |
| 2021                         | Nikolos Bassilaschwili     | Jan-Lennard Struff        | 6:4, 7:65                 |
| 2020                         | abgesagt                   | abgesagt                  | abgesagt                  |
| 2019                         | Cristian Garín             | Matteo Berrettini         | 6:1, 3:6, 7:61            |
| 2018                         | Alexander Zverev (2)       | Philipp Kohlschreiber     | 6:3, 6:3                  |
| 2017                         | Alexander Zverev (1)       | Guido Pella               | 6:4, 6:3                  |
| 2016                         | Philipp Kohlschreiber (3)  | Dominic Thiem             | 7:67, 4:6, 7:64           |
| 2015                         | Andy Murray                | Philipp Kohlschreiber     | 7:64, 5:7, 7:64           |
| 2014                         | Martin Kližan              | Fabio Fognini             | 2:6, 6:1, 6:2             |
| 2013                         | Tommy Haas                 | Philipp Kohlschreiber     | 6:3, 7:63                 |
| 2012                         | Philipp Kohlschreiber (2)  | Marin Čilić               | 7:68, 6:3                 |
| 2011                         | Nikolai Dawydenko (2)      | Florian Mayer             | 6:3, 3:6, 6:1             |
| 2010                         | Michail Juschny            | Marin Čilić               | 6:3, 4:6, 6:4             |
| 2009                         | Tomáš Berdych              | Michail Juschny           | 6:4, 4:6, 7:65            |
| 2008                         | Fernando González          | Simone Bolelli            | 7:64, 6:74, 6:3           |
| 2007                         | Philipp Kohlschreiber (1)  | Michail Juschny           | 2:6, 6:3, 6:4             |
| 2006                         | Olivier Rochus             | Kristof Vliegen           | 6:4, 6:2                  |
| 2005                         | David Nalbandian           | Andrei Pavel              | 6:4, 6:1                  |
| 2004                         | Nikolai Dawydenko (1)      | Martin Verkerk            | 6:4, 7:5                  |
| 2003                         | Roger Federer              | Jarkko Nieminen           | 6:1, 6:4                  |
| 2002                         | Younes El Aynaoui          | Rainer Schüttler          | 6:4, 6:4                  |
| 2001                         | Jiří Novák                 | Antony Dupuis             | 6:4, 7:5                  |
| 2000                         | Franco Squillari (2)       | Tommy Haas                | 6:4, 6:4                  |
| 1999                         | Franco Squillari (1)       | Andrei Pavel              | 6:4, 6:3                  |
| 1998                         | Thomas Enqvist             | Andre Agassi              | 6:74, 7:66, 6:4           |
| 1997                         | Mark Philippoussis         | Àlex Corretja             | 7:63, 1:6, 6:4            |
| 1996                         | Sláva Doseděl              | Carlos Moyá               | 6:4, 4:6, 6:3             |
| 1995                         | Wayne Ferreira             | Michael Stich             | 7:5, 7:66                 |
| 1994                         | Michael Stich              | Petr Korda                | 6:2, 2:6, 6:3             |
| 1993                         | Ivan Lendl                 | Michael Stich             | 7:62, 6:3                 |
| 1992                         | Magnus Larsson             | Petr Korda                | 6:4, 4:6, 6:1             |
| 1991                         | Magnus Gustafsson          | Guillermo Pérez Roldán    | 3:6, 6:3, 4:3 aufgg.      |
| 1990                         | Karel Nováček              | Thomas Muster             | 6:4, 6:2                  |
| 1989                         | Andrei Tschesnokow         | Martin Střelba            | 5:7, 7:6, 6:2             |
| 1988                         | Guillermo Pérez Roldán (2) | Jonas Svensson            | 7:5, 6:3                  |
| 1987                         | Guillermo Pérez Roldán (1) | Marián Vajda              | 6:3, 7:6                  |
| 1986                         | Emilio Sánchez Vicario     | Ricki Osterthun           | 6:1, 6:3                  |
| 1985                         | Joakim Nyström             | Hans Schwaier             | 6:1, 6:0                  |
| 1984                         | Libor Pimek                | Gene Mayer                | 6:4, 4:6, 7:6, 6:4        |
| 1983                         | Tomáš Šmíd                 | Joakim Nyström            | 6:0, 6:3, 4:6, 2:6, 7:5   |
| 1982                         | Gene Mayer                 | Peter Elter               | 3:6, 6:3, 6:2, 6:1        |
| 1981                         | Chris Lewis                | Christophe Roger-Vasselin | 4:6, 6:2, 2:6, 6:1, 6:1   |
| 1980                         | Rolf Gehring               | Christophe Freyss         | 6:2, 0:6, 6:2, 6:2        |
| 1979                         | Manuel Orantes (2)         | Wojciech Fibak            | 6:3, 6:2, 6:4             |
| 1978                         | Guillermo Vilas (2)        | Buster Mottram            | 6:1, 6:3, 6:3             |
| 1977                         | Željko Franulović          | Víctor Pecci              | 6:1, 6:1, 6:7, 7:5        |
| 1976                         | Manuel Orantes (1)         | Karl Meiler               | 6:1, 6:4, 6:1             |
| 1975                         | Guillermo Vilas (1)        | Karl Meiler               | 2:6, 6:0, 6:2, 6:3        |
| 1974                         | Jürgen Faßbender           | François Jauffret         | 6:2, 5:7, 6:1, 6:4        |
| 1973                         | Sandy Mayer                | Harald Elschenbroich      | 6:4, 6:3, 6:3             |
| 1972                         | nicht ausgetragen          | nicht ausgetragen         | nicht ausgetragen         |
| 1971                         | Juan Gisbert               | Péter Szőke               | 6:2, 6:4, 6:4             |
| 1970                         | Ion Țiriac                 | Nikola Pilić              | 2:6, 9:7, 6:3, 6:4        |
| 1969                         | Bob Hewitt (2)             | Christian Kuhnke          | 6:4, 3:6, 6:2, 6:2        |
| 1968                         | Martin Mulligan (2)        | Ion Țiriac                | 6:3, 3:6, 6:4, 6:4        |
| 1967                         | Martin Mulligan (1)        | Wilhelm Bungert           | 6:4, 3:6, 6:4, 6:4        |
| 1966                         | István Gulyás              | Wilhelm Bungert           | 6:4, 4:6, 8:6, 9:7        |
| 1965                         | Christian Kuhnke           | Ingo Buding               | 6:4, 6:1, 6:3             |
| 1964                         | Manuel Santana             | Bob Hewitt                | 6:2, 6:3, 11:9            |
| 1963                         | Patricio Rodríguez         | Nikola Pilić              | 1:6, 4:6, 7:5, 9:7, 6:2   |
| 1962                         | José Edison Mandarino      | Manuel Santana            | 1:6, 6:3, 6:2, 6:4        |
| 1961                         | Roy Emerson                | Bob Hewitt                | 6:2, 6:3, 6:2             |
| 1960                         | Don Candy                  | Jan-Erik Lundqvist        | 6:7, 6:3, 6:0, 3:6, 6:2   |
| 1959                         | Bob Hewitt (1)             | Pierre Darmon             | 6:3, 6:3, 8:6             |
| 1958                         | Orlando Sirola             | Luis Ayala                | 3:6, 7:5, 1:6, 11:9, 6:4  |
| 1957                         | Mervyn Rose                | Budge Patty               | 5:7, 12:10, 5:7, 6:2, 6:4 |
| 1956                         | Budge Patty (3)            | Lew Hoad                  | 1:6, 0:6, 6:2, 7:5, 6:4   |
| 1955                         | Budge Patty (2)            | Arthur Larsen             | 6:3, 6:3, 6:3             |
| 1954                         | Budge Patty (1)            | Hugh Stewart              | 6:4, 6:2, 6:4             |
| 1953                         | Jaroslav Drobný            | Armando Vieira            | 6:3, 6:1, 6:3             |
| 1952                         | nicht ausgetragen          | nicht ausgetragen         | nicht ausgetragen         |
| 1951                         | Rolando Del Bello          | Jaroslav Drobný           | 6:3, 6:2, 6:2             |
| 1950                         | Gottfried von Cramm (3)    | Jan Dostál                | 6:4, 6:4, 6:1             |
| 1949                         | Gottfried von Cramm (2)    | Ernst Buchholz            | 3:6, 7:5, 6:1, 6:0        |
| 1948                         | Helmut Gulcz               | Willi Stingl              | 7:5, aufgg.               |
| 1947                         | Roderich Menzel            | Gottfried von Cramm       | 6:2, 6:4, 6:2             |
| 1946                         | Gottfried von Cramm (1)    | Roderich Menzel           | 6:3, 6:0, 6:3             |
| 1940–1945: Zweiter Weltkrieg |                            |                           |                           |
| 1939                         | Henner Henkel              | Engelbert Koch            |                           |
| 1938                         |                            |                           |                           |
| 1937                         | Georg von Metaxa           |                           |                           |
| 1936                         | Alfred Gerstl              | Rolf Göpfert              | 6:4, 6:3                  |
| 1935                         | Heinz Tüscher              | Eberhard Nourney          | 4:6, 6:2, 8:6             |
| 1934                         |                            |                           |                           |
| 1933                         |                            |                           |                           |
| 1932                         | Heinz Remmert              | William L. Breese         | 6:1, 3:6, 6:3, 8:6        |
| 1931                         | Hyotare Satō               | Enrique Maier             | 7:5, 4:6, 7:5, 6:1        |
| 1930                         | Emmanuel Du Plaix          | Berkeley Bell             | 2:6, 6:3, 3:6, 6:2, 6:4   |
| 1929                         | Alberto Del Bono           | Erik Worm                 | 6:4, 6:4                  |
| 1928                         |                            |                           |                           |
| 1927                         |                            |                           |                           |
| 1926                         |                            |                           |                           |
| 1925                         |                            |                           |                           |
| 1924                         |                            |                           |                           |
| 1923                         |                            |                           |                           |
| 1922                         |                            |                           |                           |
| 1921                         |                            |                           |                           |

### Doppel
| Jahr | Sieger                                | Finalgegner                          | Finalergebnis             |
| ---- | ------------------------------------- | ------------------------------------ | ------------------------- |
| 2025 | André Göransson Sem Verbeek           | Kevin Krawietz Tim Pütz              | 6:4, 6:4                  |
| 2024 | Yuki Bhambri Albano Olivetti          | Andreas Mies Jan-Lennard Struff      | 7:66, 7:65                |
| 2023 | Alexander Erler Lucas Miedler         | Kevin Krawietz Tim Pütz              | 6:3, 6:4                  |
| 2022 | Kevin Krawietz (2) Andreas Mies       | Rafael Matos David Vega Hernández    | 4:6, 6:4, [10:7]          |
| 2021 | Wesley Koolhof Kevin Krawietz (1)     | Sander Gillé Joran Vliegen           | 4:6, 6:4, [10:5]          |
| 2020 | abgesagt                              | abgesagt                             | abgesagt                  |
| 2019 | Frederik Nielsen Tim Pütz             | Marcelo Demoliner Divij Sharan       | 6:4, 6:2                  |
| 2018 | Ivan Dodig Rajeev Ram                 | Nikola Mektić Alexander Peya         | 6:3, 7:5                  |
| 2017 | Juan Sebastián Cabal Robert Farah     | Jérémy Chardy Fabrice Martin         | 6:3, 6:3                  |
| 2016 | Henri Kontinen John Peers (2)         | Juan Sebastián Cabal Robert Farah    | 6:3, 3:6, [10:7]          |
| 2015 | Alexander Peya Bruno Soares           | Alexander Zverev Mischa Zverev       | 4:6, 6:1, [10:5]          |
| 2014 | Jamie Murray John Peers (1)           | Colin Fleming Ross Hutchins          | 6:4, 6:2                  |
| 2013 | Jarkko Nieminen Dmitri Tursunow       | Marcos Baghdatis Eric Butorac        | 6:1, 6:4                  |
| 2012 | František Čermák Filip Polášek        | Xavier Malisse Dick Norman           | 6:4, 7:5                  |
| 2011 | Simone Bolelli Horacio Zeballos       | Andreas Beck Christopher Kas         | 7:63, 6:4                 |
| 2010 | Oliver Marach Santiago Ventura        | Eric Butorac Michael Kohlmann        | 5:7, 6:3, 16:14           |
| 2009 | Jan Hernych Ivo Minář                 | Ashley Fisher Jordan Kerr            | 6:4, 6:4                  |
| 2008 | Michael Berrer Rainer Schüttler       | Scott Lipsky David Martin            | 7:5, 3:6, 10:8            |
| 2007 | Philipp Kohlschreiber Michail Juschny | Jan Hájek Jaroslav Levinský          | 6:1, 6:4                  |
| 2006 | Andrei Pavel Alexander Waske          | Alexander Peya Björn Phau            | 6:4, 6:2                  |
| 2005 | Mario Ančić Julian Knowle             | Florian Mayer Alexander Waske        | 6:3, 1:6, 6:3             |
| 2004 | James Blake Mark Merklein             | Julian Knowle Nenad Zimonjić         | 6:2, 6:4                  |
| 2003 | Wayne Black Kevin Ullyett             | Joshua Eagle Jared Palmer            | 6:3, 7:5                  |
| 2002 | Petr Luxa (2) Radek Štěpánek (2)      | Petr Pála Pavel Vízner               | 6:0, 6:7, 11:9            |
| 2001 | Petr Luxa (1) Radek Štěpánek (1)      | Jaime Oncins Daniel Orsanic          | 5:7, 6:2, 7:6             |
| 2000 | David Adams (2) John-Laffnie de Jager | Maks Mirny Nenad Zimonjić            | 6:4, 6:4                  |
| 1999 | Daniel Orsanic Mariano Puerta         | Massimo Bertolini Cristian Brandi    | 7:6, 3:6, 7:6             |
| 1998 | Todd Woodbridge Mark Woodforde        | Joshua Eagle Andrew Florent          | 6:0, 6:3                  |
| 1997 | Pablo Albano Àlex Corretja            | Karsten Braasch Jens Knippschild     | 3:6, 7:5, 6:2             |
| 1996 | Lan Bale Stephen Noteboom             | Olivier Delaître Diego Nargiso       | 4:6, 7:6, 6:4             |
| 1995 | Trevor Kronemann David Macpherson     | Luis Lobo Javier Sánchez             | 6:3, 6:4                  |
| 1994 | Jewgeni Kafelnikow David Rikl         | Boris Becker Petr Korda              | 7:6, 7:5                  |
| 1993 | Martin Damm Henrik Holm               | Karel Nováček Carl-Uwe Steeb         | 6:0, 3:6, 7:5             |
| 1992 | David Adams (1) Menno Oosting         | Carl Limberger Tomáš Anzari          | 3:6, 7:5, 6:3             |
| 1991 | Patrick Galbraith Todd Witsken        | Anders Järryd Danie Visser           | 7:5, 6:4                  |
| 1990 | Udo Riglewski Michael Stich           | Petr Korda Tomáš Šmíd                | 6:1, 6:4                  |
| 1989 | Javier Sánchez Balázs Taróczy (2)     | Peter Doohan Laurie Warder           | 7:6, 6:3                  |
| 1988 | Rick Leach Jim Pugh (2)               | Alberto Mancini Christian Miniussi   | 7:6, 6:1                  |
| 1987 | Jim Pugh (1) Blaine Willenborg        | Sergio Casal Emilio Sánchez          | 7:6, 4:6, 6:4             |
| 1986 | Sergio Casal Emilio Sánchez           | Broderick Dyke Wally Masur           | 6:3, 4:6, 6:3             |
| 1985 | Mark Edmondson Kim Warwick            | Sergio Casal Emilio Sánchez          | 4:6, 7:5, 7:5             |
| 1984 | Boris Becker Wojciech Fibak (3)       | Eric Fromm Florin Segărceanu         | 6:4, 4:6, 6:1             |
| 1983 | Chris Lewis Pavel Složil              | Anders Järryd Tomáš Šmíd             | 6:4, 6:2                  |
| 1982 | Chip Hooper Mel Purcell               | Tian Viljoen Danie Visser            | 6:4, 7:6                  |
| 1981 | David Carter Paul Kronk               | Eric Fromm Shlomo Glickstein         | 6:3, 6:4                  |
| 1980 | Heinz Günthardt Bob Hewitt            | David Carter Chris Lewis             | 7:6, 6:1                  |
| 1979 | Wojciech Fibak (2) Tom Okker          | Jürgen Faßbender Jean-Louis Haillet  | 7:6, 7:5                  |
| 1978 | Ion Țiriac Guillermo Vilas            | Jürgen Faßbender Tom Okker           | 3:6, 6:4, 7:6             |
| 1977 | František Pála Balázs Taróczy (1)     | Nikola Špear John Whitlinger         | 6:3, 6:4                  |
| 1976 | Juan Gisbert Manuel Orantes (2)       | Jürgen Faßbender Hans-Jürgen Pohmann | 1:6, 6:3, 6:2, 2:3 aufgg. |
| 1975 | Wojciech Fibak (1) Jan Kodeš          | Milan Holeček Karl Meiler            | 7:5, 6:3                  |
| 1974 | Antonio Muñoz Manuel Orantes (1)      | Jürgen Faßbender Hans-Jürgen Pohmann | 2:6, 6:4, 7:6, 6:2        |